# フリードリッヒ・フント
フリードリッヒ・ヘルマン・フント（Friedrich Hermann Hund, 1896年2月4日 - 1997年3月31日）はドイツ・カールスルーエ出身の物理学者。原子・分子の研究者として知られる。
エルヴィン・シュレーディンガー、ポール・ディラック、ヴェルナー・ハイゼンベルク、マックス・ボルン、ヴァルター・ボーテといった一流の物理学者たちとともに研究を行った。フントはボルンの助手であり、二原子分子のバンドスペクトルの量子論的解釈に取り組んでいた。

## 生涯
マールブルク大学、ゲッティンゲン大学で数学、物理学、地理学を専攻したのち、1925年に私講師としてゲッティンゲン大学に赴任した。その後、ロストック大学教授（1927年、理論物理学）、ライプツィヒ大学教授（1929年、数理物理学）、イェーナ大学教授（1946年、理論物理学）、フランクフルト大学教授（1951年、理論物理学）、ゲッティンゲン大学教授（1957年、理論物理学）を歴任した。その間、1926年にニールス・ボーアとともにコペンハーゲンに研究滞在し、1929年にハーバード大学客員講師を務めた。250報以上の論文・報文を執筆した。量子論、特に原子・分子のスペクトル構造に関して大きな足跡を残した。特に、分子の角運動量カップリングにおける詳細な型分けを行ったフントの分類や、原子の電子配置を決定づける3つのフントの規則が、分光学や量子化学で重要な基本則として知られている。特に化学においてはフントの第1規則が重要であり、「フントの規則」と単に言った場合に第1則を表している場合も多い。他にもトンネル効果を最初に示唆し、量子化学の基礎となる分子軌道法に関するフント-マリケンの理論を確立するなどの貢献をした。
フントの100歳の誕生日には、それを祝して『Friedrich Hund: Geschichte der physikalischen Begriffe』（物理概念の歴史、ISBN 3-8274-0083-X）が刊行された。また、ヴェルナー・クッツェルニックによりレビューも書かれた。翌97年にカールスルーエで101歳の生涯を閉じた。
1943年マックス・プランク・メダル、1971年コテニウス・メダル、1974年オットー・ハーン物理・化学賞、などの数多くの受賞があるほか、イェーナの名誉市民にもなり、同市の通りの一つにも名前を刻んでいる。そのほか、ゲッティンゲン大学の理論物理研究所にも "Friedrich-Hund-Platz 1" の住所が与えられている。
生前は、国際量子分子科学アカデミーの会員であった。